# Vlag van Dinkelland

Vlag van de gemeente Dinkelland

De vlag van Dinkelland is in 2008 vastgesteld als de gemeentelijke vlag van de Overijsselse gemeente Dinkelland. Op de vlag is het gemeentelogo afgebeeld. Logovlaggen worden niet opgenomen in het vlaggenregister van de Hoge Raad van Adel omdat ze zich niet aan de regels van de vlaggenleer houden.
De herkomst en de betekenis van de vlag is niet bekend.
Almelo 
· Borne 
· Dalfsen 
· Deventer 
· Dinkelland 
· Enschede 
· Haaksbergen 
· Hardenberg 
· Hellendoorn 
· Hengelo 
· Hof van Twente 
· Kampen 
· Losser 
· Oldenzaal 
· Olst-Wijhe 
· Ommen 
· Raalte 
· Rijssen-Holten 
· Staphorst 
· Steenwijkerland 
· Tubbergen 
· Twenterand 
· Wierden 
· Zwartewaterland 
· Zwolle